# Périgny, Charente-Maritime

Périgny este o comună în departamentul Charente-Maritime, Franța. În 1 ianuarie 2022 avea o populație de 8.802 de locuitori.